# 7a etapa del Tour de França de 2014
La 7a etapa del Tour de França de 2014 es disputà el divendres 11 de juliol de 2014 sobre un recorregut de 234,5 km entre les ciutats franceses d'Épernay i Nancy.
La victòria va ser per l'italià Matteo Trentin (Omega Pharma-Quick Step), que s'imposà en un esprint molt ajustat a l'eslovac Peter Sagan (Cannondale). El francès Tony Gallopin (Lotto-Belisol) completà el podi de l'etapa. Va ser necessària la foto finish per determinar el vencedor. En les diferents classificacions no es produïren canvis significatius i sols destacà el minut i escaig perdut per Tejay Van Garderen (BMC Racing Team) per culpa d'una caiguda patida a manca de 16 quilòmetres per l'arribada.

## Recorregut
Segona etapa més llarga de la present edició del Tour, amb 234 quilòmetres entre Épernay i Nancy i sols dues cotes de quarta categoria, però situades en els darrers quilòmetres, als quilòmetres 217 i 229, la darrera d'elles a sols 5 quilòmetres de l'arribada. L'únic esprint del dia es disputa a Hannonville-sous-les-Côtes (km 148).

## Desenvolupament de l'etapa

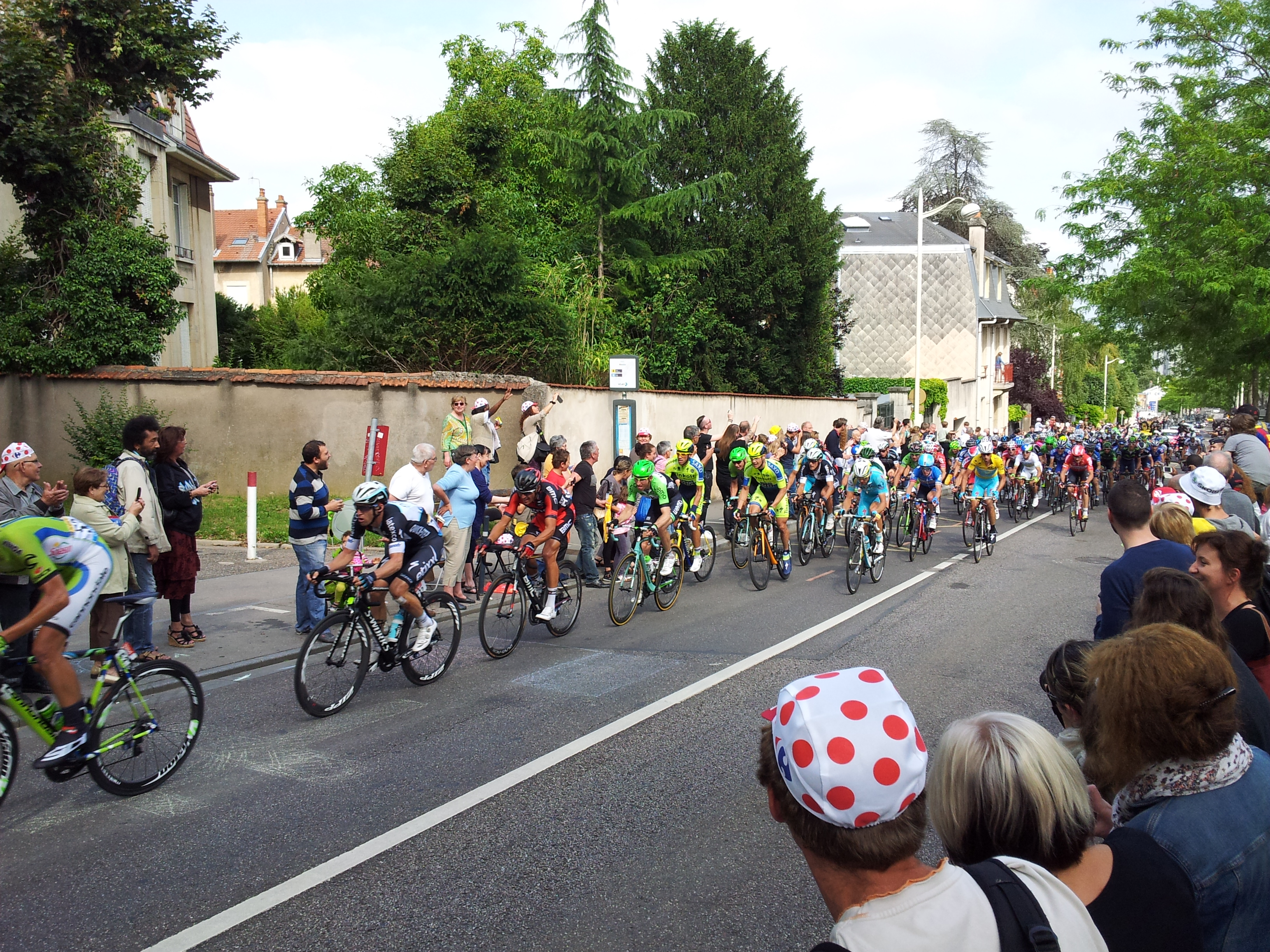
El gran grup a l'inici de la Cota de Boufflers.

Poc després de l'etapa Martin Elmiger (IAM Cycling) i Bartosz Huzarski (NetApp-Endura) s'escaparen del gran grup, i a ells se'ls afegiren Alexandre Pichot (Team Europcar), Matthew Busche (Trek Factory Racing), Nicolas Edet (Cofidis) i Anthony Delaplace (Bretagne-Séché Environnement) al quilòmetre 9,5. Al quilòmetre 25 obtingueren una màxima diferència de 4' 20" sobre el gran grup, liderat pel Cannondale. Aquesta anà baixant a poc a poc i finalment foren neutralitzats a manca de 21 quilòmetres per l'arribada. La dificultat dels darrers quilòmetres va fer que el gran grup quedés reduït a la mínima expressió, amb nombrosos atacs al pas per les diferents cotes. En la darrera d'elles Peter Sagan (Cannondale) i Greg Van Avermaet (BMC Racing Team) llençaren un atac, però foren reduïts per Richie Porte (Team Sky) dins el darrer quilòmetre. La victòria a l'esprint se la disputà un petit grup de 26 ciclistes, on Matteo Trentin (Omega Pharma-Quick Step) fou el més ràpid, per davant Sagan.

## Resultats

### Classificació de l'etapa
|    | Ciclista                | Equip                   | Temps      |
| -- | ----------------------- | ----------------------- | ---------- |
| 1  | Matteo Trentin (ITA)    | Omega Pharma-Quick Step | 5h 18' 39" |
| 2  | Peter Sagan (SVK)       | Cannondale              | m. t.      |
| 3  | Tony Gallopin (FRA)     | Lotto-Belisol           | m. t.      |
| 4  | Tom Dumoulin (NED)      | Giant-Shimano           | m. t.      |
| 5  | Simon Gerrans (AUS)     | Orica-GreenEDGE         | m. t.      |
| 6  | Daniel Oss (ITA)        | BMC Racing Team         | m. t.      |
| 7  | Cyril Gautier (FRA)     | Team Europcar           | m. t.      |
| 8  | Sylvain Chavanel (FRA)  | IAM Cycling             | m. t.      |
| 9  | Sep Vanmarcke (BEL)     | Belkin Pro Cycling Team | m. t.      |
| 10 | Greg Van Avermaet (BEL) | BMC Racing Team         | m. t.      |

### Punts atribuïts
| 1r  | Martin Elmiger (SUI)      | IAM Cycling                  | 20 pts |
| 2n  | Alexandre Pichot (FRA)    | Team Europcar                | 17 pts |
| 3r  | Anthony Delaplace (FRA)   | Bretagne-Séché Environnement | 15 pts |
| 4t  | Matthew Busche (USA)      | Trek Factory Racing          | 13 pts |
| 5è  | Nicolas Edet (FRA)        | Cofidis                      | 11 pts |
| 6è  | Bartosz Huzarski (POL)    | NetApp-Endura                | 10 pts |
| 7è  | Bryan Coquard (FRA)       | Team Europcar                | 9 pts  |
| 8è  | Mark Renshaw (AUS)        | Omega Pharma-Quick Step      | 8 pts  |
| 9è  | Peter Sagan (SVK)         | Cannondale                   | 7 pts  |
| 10è | Elia Viviani (ITA)        | Cannondale                   | 6 pts  |
| 11è | Alessandro Petacchi (ITA) | Omega Pharma-Quick Step      | 5 pts  |
| 12è | Fabio Sabatini (ITA)      | Cannondale                   | 4 pts  |
| 13è | Niki Terpstra (NED)       | Omega Pharma-Quick Step      | 3 pts  |
| 14è | Marcel Kittel (GER)       | Giant-Shimano                | 2 pts  |
| 15è | Mickaël Delage (FRA)      | FDJ                          | 1 pt   |

| 1r  | Matteo Trentin (ITA)     | Omega Pharma-Quick Step | 45 pts |
| 2n  | Peter Sagan (SVK)        | Cannondale              | 35 pts |
| 3r  | Tony Gallopin (FRA)      | Lotto-Belisol           | 30 pts |
| 4t  | Samuel Dumoulin (FRA)    | AG2R La Mondiale        | 26 pts |
| 5è  | Simon Gerrans (AUS)      | Orica-GreenEDGE         | 22 pts |
| 6è  | Daniel Oss (ITA)         | BMC Racing Team         | 20 pts |
| 7è  | Cyril Gautier (FRA)      | Team Europcar           | 18 pts |
| 8è  | Sylvain Chavanel (FRA)   | IAM Cycling             | 16 pts |
| 9è  | Sep Vanmarcke (BEL)      | Belkin Pro Cycling Team | 14 pts |
| 10è | Greg Van Avermaet (BEL)  | BMC Racing Team         | 12 pts |
| 11è | Kévin Réza (FRA)         | Team Europcar           | 10 pts |
| 12è | Alejandro Valverde (ESP) | Movistar Team           | 8 pts  |
| 13è | Arthur Vichot (FRA)      | FDJ                     | 6 pts  |
| 14è | Rui Costa (POR)          | Lampre-Merida           | 4 pts  |
| 15è | Romain Bardet (FRA)      | AG2R La Mondiale        | 2 pts  |

### Colls i cotes
| 1r | Simon Yates (GBR) | Orica-GreenEDGE | 1 pt |

| 1r | Greg Van Avermaet (BEL) | BMC Racing Team | 1 pt |

## Classificacions a la fi de l'etapa

### Classificació general
|    | Ciclista                    | Equip                   | Temps       |
| -- | --------------------------- | ----------------------- | ----------- |
| 1  | Vincenzo Nibali (ITA)       | Astana Qazaqstan Team   | 29h 57' 04" |
| 2  | Jakob Fuglsang (DEN)        | Astana Qazaqstan Team   | + 2"        |
| 3  | Peter Sagan (SVK)           | Cannondale              | + 44"       |
| 4  | Michał Kwiatkowski (POL)    | Omega Pharma-Quick Step | + 50"       |
| 5  | Jurgen Van Den Broeck (BEL) | Lotto-Belisol           | + 1' 45"    |
| 6  | Tony Gallopin (FRA)         | Lotto-Belisol           | + 1' 45"    |
| 7  | Richie Porte (AUS)          | Team Sky                | + 1' 54"    |
| 8  | Andrew Talansky (USA)       | Garmin-Sharp            | + 2' 05"    |
| 9  | Alejandro Valverde (ESP)    | Movistar Team           | + 2' 11"    |
| 10 | Romain Bardet (FRA)         | AG2R La Mondiale        | + 2' 11"    |

### Classificació per punts
|    | Ciclista            | Equip         | Punts   |
| -- | ------------------- | ------------- | ------- |
| 1r | Peter Sagan (SVK)   | Cannondale    | 259 pts |
| 2n | Bryan Coquard (FRA) | Team Europcar | 146 pts |
| 3r | Marcel Kittel (GER) | Giant-Shimano | 137 pts |

### Classificació de la muntanya
|    | Ciclista            | Equip               | Punts |
| -- | ------------------- | ------------------- | ----- |
| 1r | Cyril Lemoine (FRA) | Cofidis             | 6 pts |
| 2n | Blel Kadri (FRA)    | AG2R La Mondiale    | 5 pts |
| 3r | Jens Voigt (GER)    | Trek Factory Racing | 4 pts |

### Classificació del millor jove
|    | Ciclista                 | Equip                   | Temps       |
| -- | ------------------------ | ----------------------- | ----------- |
| 1r | Peter Sagan (SVK)        | Cannondale              | 29h 57' 58" |
| 2n | Michał Kwiatkowski (POL) | Omega Pharma-Quick Step | + 06"       |
| 3r | Romain Bardet (FRA)      | AG2R La Mondiale        | + 1' 27"    |

### Classificació per equips
|    | Equip                   | Temps       |
| -- | ----------------------- | ----------- |
| 1r | Astana Qazaqstan Team   | 89h 53' 23" |
| 2n | Belkin Pro Cycling Team | + 3' 29"    |
| 3r | Team Sky                | + 5' 28"    |

## Abandonaments
- Darwin Atapuma (COL) (BMC Racing Team). Abandona per caiguda.[5]
- Stef Clement (NED) (Belkin Pro Cycling Team). Abandona.
- Danny van Poppel (NED) (Trek Factory Racing). Abandona.